# بعثة الأمم المتحدة المتكاملة المتعددة الأبعاد لتحقيق الاستقرار في جمهورية إفريقيا الوسطى
بعثة الأمم المتحدة المتكاملة المتعددة الأبعاد لتحقيق الاستقرار في جمهورية أفريقيا الوسطى (بالفرنسية:  Mission multidimensionnelle intégrée des Nations unies pour la stabilisation en Centrafrique)‏ كما تعرف اختصاراً باسم مينوسكا نسبة للاختصار (بالفرنسية: MINUSCA)‏ هي عملية حفظ السلام من قبل الأمم المتحدة في جمهورية أفريقيا الوسطى وبدأت في 10 أبريل 2014. هذه العملية تأتي في إطار الحرب الأهلية في جمهورية أفريقيا الوسطى الثالثة.

قائد القوات في هذه العملية هو الغابوني بارفيه أونانغا أنيانغا منذ 14 أغسطس 2015 وهو يخلف السنغالي بوبكر غاي.

## التاريخ
تم إنشاء المينوسكا في 10 أبريل 2014 حسب القرار 2149 (أنظر هنا) الصادر عن مجلس الأمن التابع للأمم المتحدة.

قبل هذه البعثة كانت توجد البعثة الدولية لدعم جمهورية أفريقيا الوسطى تحت القيادة الأفريقية (ميسكا أو MISCA) والتي بدأت في 19 ديسمبر 2013، وهي بدورها أخذت الشعلة عن بعثة تعزيز السلام في جمهورية أفريقيا الوسطى (ميكوباكس أو MICOPAX) التي بدأت مهامها في 12 يوليو 2008، وأخيرا هي أيضا جاءت بعد القوة المتعددة الجنسيات في وسط أفريقيا (فوماك أو FOMAC) التي بدأت في 2 أكتوبر 2002. ومن هنا تأسست بعثة المينوسكا الحالية في 10 أبريل 2014 وحلت محل الميسكا.

## الصلاحيات
يحق للمينوسكا اتخاذ جميع الخطوات اللازمة لتنفيذ مهمتها لاستقرار الوضع في المدن الكبرى والمساهمة في استعادة سلطة الدولة في جميع أنحاء البلاد.

## المكونات

### القوى
أقصى عدد يمكن أن يصل إليه أفراد المينوسكا الذي أذنت به الأمم المتحدة هو 820 11 شخص: منهم 000 10 عسكري ومراقبون عسكريون (بما فيهم 240 مراقب عسكري و200 ضابط من ضباط الأركان)، ثم 820 1 فرد من أفراد الشرطة، من بينهم 400 1 فـرد من أفراد وحدات الـشرطة المشكلة و400 ضابط من ضباط الشرطة، و20 موظفا من موظفي السجون والإصلاح.

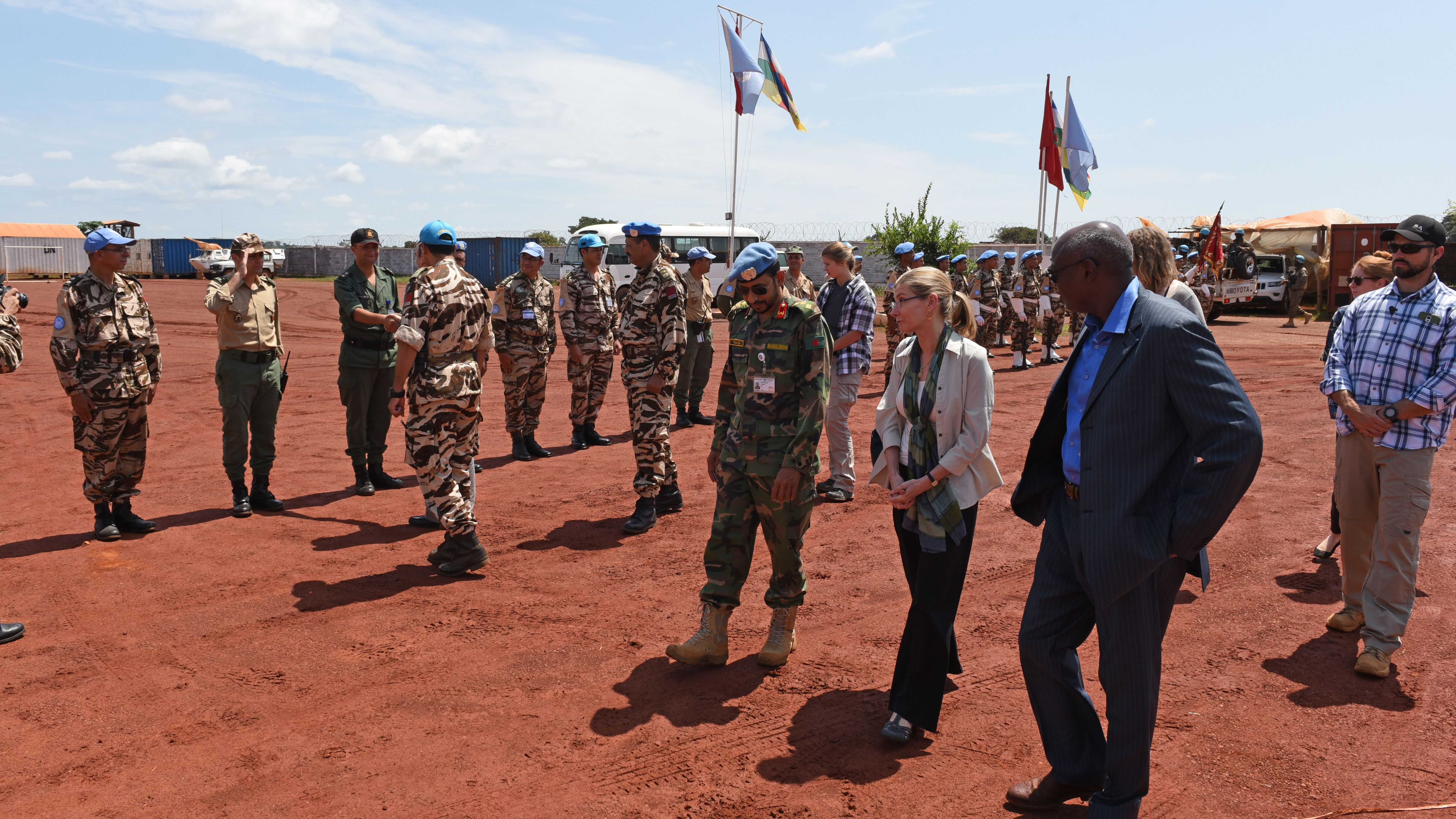
الأمم المتحدة: قوات حفظ السلام المغربية في إفريقيا الوسطى.

### القيادة
- الممثل الخاص للأمين العام للأمم المتحدة ورئيس البعثة:  بارفيه أونانغا أنيانغا (Parfait Onanga-Anyanga).
  - سابقا:  بوبكر غاي (Babacar Gaye).
- نائبة الممثل الخاص للأمين العام للأمم المتحدة ونائبة رئيس البعثة:  ديان كورنر (Diane Corner).
  - سابقا:  لورانس فوهلرز (Lawrence Wohlers).
- نائب الممثل الخاص للأمين العام للأمم المتحدة في جمهورية أفريقيا الوسطى:  أوريليان أغبينونسي (Aurélien Agbénonci).
  - سابقا:  غيورغ شاربونتييه (Georg Charpentier).
- قائد قوات البعثة:  الجنرال مارتن شومو تومنتا (Martin Chomu Tumenta).
- مفوض شرطة البعثة  لويس ميغيل كاريلهو (Luis Miguel Carrilho).

## الخسائر
في 8 أغسطس 2015، خمسة جنود من القوات الرواندية في المينوسكا قتلوا إلى جانب ثمانية جرحى وذلك بسبب إطلاق نار في بانغي، وذلك عندما فتح أحد أعضاء الفرقة النار على زملائه قبل أن يقتل هو بدوره.

## التمويل
بين 1 يوليو 2014 و31 ديسمبر 2014 كانت ميزانية البعثة 400 424 253 دولار أمريكي.

## الدول المشاركة

### قوات الجيش
| - تونس - بنغلاديش - بوتان - بوليفيا - بوركينا فاسو - بوروندي - الكاميرون - جمهورية الكونغو الديمقراطية - مصر | - الولايات المتحدة - فرنسا - الغابون - غانا - إندونيسيا - الأردن - كينيا - مدغشقر | - مالي - المغرب - موريتانيا - نيبال - باكستان - بالاو - باراغواي - جمهورية الكونغو الديمقراطية | - جمهورية التشيك - رواندا - السنغال - صربيا - سريلانكا - تايلاند - اليمن - زامبيا |

### قوات الشرطة
| - بنين - بوركينا فاسو - بوروندي | - الكاميرون - جمهورية الكونغو الديمقراطية - ساحل العاج | - جيبوتي - مدغشقر - النيجر | - جمهورية الكونغو الديمقراطية - رواندا - السنغال |

## مقالات ذات صلة
- البعثة الدولية لدعم جمهورية أفريقيا الوسطى تحت القيادة الأفريقية.
- قوات حفظ السلام
- مجلس أمن الأمم المتحدة

## روابط خارجية
- الموقع الرسمي